# 동강대학교
동강대학교(東岡大學校, Donggang University)는 광주광역시 북구에 있는 사립 전문대학이다.

## 연혁
1976년 1월 24일, 이장우에 의하여 광주동신실업전문학교가 설립되어, 이듬해 3월 25일 개교하였다. 1984년 12월 29일, 부설 동신유치원을 설립했다. 1990년 11월 13일, 전문학교 개편 정책에 따라 전문대학으로 편제를 개편하고, 동신전문대학으로 교명을 변경한다. 1998년 전문대학 교명 규제 개편으로 동강대학으로 교명을 변경하고, 2012년경 현재의 교명인 동강대학교로 교명을 변경하여 현재에 이르고 있다.
한편, 2013년 대한민국 교육부가 정부재정지원제한대학으로 지정한 바 있다.

## 교육편제
동강대학교는 전문대학으로, 전문학사 학위를 수여하는 학부 과정만 편제되어 있다. 학교 자체적으로 공학, 자연과학, 인문사회, 예체능 등 4개 계열을 편제하고 22개 학과를 편제하고 있다. 자연과학계열의 경우, 간호학과에 한하여 학사 학위 과정을 운영하고 있으며 임상병리학과에 한하여 전공심화 과정을 운영하여 소정의 과정을 수료한 학생에게 학사 학위를 수여하고 있다.

## 교육 방침상의 특징

### 장학 제도
동강대학교는 인재양성, 성적우수, 만학도 등 20여종의 교내장학금과 본솔장학금, 빛고을장학금 등 20여종의 교외장학금을 지급한다. 2023학년도 기준, 동강대학교 재학생 1인 당 평균 장학금 수혜 금액은 약 379만원에 이른다.

## 캠퍼스 풍경
동강대학교는 광주광역시의 사립 전문대학으로, 풍향동에 캠퍼스가 위치하며, 약 5만 7천m2 교지가 있다. 캠퍼스는 약 14동의 건축물이 위치하고 있다. 캠퍼스 서부로 동문대로, 북부로 서방로가 캠퍼스와 경계를 형성하고 있다. 동문대로를 통해 인접한 광주동신중학교 방면으로, 서방로 방면으로 동강대학교 체육관쪽으로 캠퍼스로 진입할 수 있다.
광주동신여자고등학교와 광주동신고등학교, 광주동신여자중학교, 광주동신중학교 등과 캠퍼스를 공유한다. 한편, 캠퍼스 남부로 필문대로 인근에 광주교육대학교가 위치하고 있다.

## 같이 보기
- 동신대학교